# Chrysophyllum giganteum
Chrysophyllum giganteum är en tvåhjärtbladig växtart som beskrevs av Auguste Jean Baptiste Chevalier. Chrysophyllum giganteum ingår i släktet Chrysophyllum och familjen Sapotaceae. Inga underarter finns listade i Catalogue of Life.